# بنیسوئرا
بنیسوئرا (به اسپانیایی: Benissuera) یک شهرستان در اسپانیا است که در Vall d'Albaida واقع شده‌است.

## خصوصیات
بنیسوئرا ۲٫۱ کیلومترمربع مساحت و ۱۹۲ نفر جمعیت دارد و ۲۰۰ متر بالاتر از سطح دریا واقع شده‌است.